# Buffalo Man
Buffalo Man è il carattere-profilo che compare sulla maggior parte delle copertine degli album della band inglese dei Jamiroquai, di cui rappresenta il simbolo.

## Origine
Buffalo Man fu creato prima dell'uscita del singolo When You Gonna Learn, nel 1992.
Esso, presumibilmente, fu disegnato dal cantante e leader della band Jason Kay e sembra un suo profilo, in cui porta un cappello di bufalo indiano.
Il disegno è usato su ogni uscita commerciale (e non); di solito il simbolo è dipinto senza cambiamenti, ma ci sono stati dei periodi in cui Buffalo Man è stato disegnato stilizzato per adattarlo alla canzone o all'album.

## Variazioni nel tempo
Nel corso degli anni, Buffalo Man ha visto dei cambiamenti provvisori o degli usi tematici ed interessanti:

### Space Cowboy,The Return of the Space Cowboy
Per il singolo Space Cowboy, Buffalo Man è presente sulla copertina come cartina da sigaretta a metà della fase della produzione di una canna.
Per l'album The Return of the Space Cowboy, Buffalo Man, in questo caso bianco, viene collocato su uno sfondo a tema lunare.

### Virtual Insanity,Travelling Without Moving
Per il singolo Virtual Insanity, Buffalo Man appare al posto del cavallino rampante del logo della Ferrari. Questa apparizione è giustificata dalla sfrenata passione di Jason Kay per le auto da corsa.
Per il singolo Travelling Without Moving, Buffalo Man è nella medesima posizione, ma lo stemma è in rilievo e posto su una grata di metallo.

### Cosmic Girl,Everyday
Per la copertina dei singoli Cosmic Girl ed Everyday, Buffalo Man è disegnato con una stella sopra il cuore e due cerchi orbitanti che si intersecano.

### Synkronized
Mentre il design rimane fondamentalmente inalterato, sulla copertina di Synkronized Buffalo Man è raffigurato sotto forma di specchio, fotografato da una particolare angolatura da Midori Tsukagoshi. Per il disco in sé, non è stato usato nessun inchiostro sulla figura, ma sono state utilizzate le stesse pietre dello sfondo, in modo da ricreare l'effetto foto.

## Logo testuale
Come Buffalo Man, anche il logo "Jamiroquai" ha avuto delle modifiche a seconda del tema.
La versione più vecchia del logo è quella sulla copertina dell'album When You Gonna Learn della Acid Jazz Records. Comparando quel logo con quello attuale, si nota che quello vecchio è più spigoloso in precisi punti e che le lettere sono più sottili. Ma esistono altre variazioni di questo logo. Sulle cover dell'album "Cosmic Girl" e sul promo CD di Everyday i puntini delle "i" vengono sostituiti con un'ellisse e delle stelle.
Un'altra leggerezza. Le variazioni temporanee includono una piccola "allungatura" verticale rispetto allo standard, come si vede sulla copertina di A Funk Odyssey.